# Ķeizarmežs
Il Ķeizarmežs (così chiamato in lettone, oppure Kaiserwald in tedesco), è stata una società calcistica lettone con sede nella capitale Riga.

## Storia
Fu una delle prime squadre lettoni ad essere fondate, partecipando ai primi tornei della città di Riga.
Nel 1921 partecipò al primo campionato lettone: tale torneo fu interrotto per il sopraggiungere dell'inverno, quando il Ķeizarmežs si trovava al primo posto. Nei due anni successivi riuscì invece a vincere i campionati.
Nel 1924 si ritirò dal campionato a causa della decisione della Federazione di escludere tutti i giocatori non lettoni (il Ķeizarmežs era costituito per lo più da calciatori stranieri). Nel 1925 tornò in massima serie, ma ottenne solo un quinto posto (su sei squadre) nel girone di Riga.
Nel 1926 si ritirò, per poi essere rifondato nei primi anni trenta, ma nel 1934 fu definitivamente sciolto.

## Giocatori
Alfreds plade

## Palmarès

### Competizioni nazionali
- Campionato lettone: 2

1922, 1923
- Coppa di Lettonia: 2

1912, 1913